# Biloxi, Mississippi
Biloxi, Mississippi là một thành phố thuộc quận Harrison
trong tiểu bang Mississippi, Hoa Kỳ. Thành phố có diện tích 195 km², dân số theo điều tra năm 2000 của Cục điều tra dân số Hoa Kỳ là 45.670 người.
Thành phố này là một phần của khu vực đô thị Gulfport-Biloxi và Gulfport-Biloxi-Pascagoula, Mississippi Kết hợp Diện tích thống kê. Pre-Katrina, Biloxi là thành phố lớn thứ ba ở Mississippi, nhưng với những tổn thất dân cư của nó sau đó cơn bão, Hattiesburg đã có sự phân biệt.
Bờ nước của Biloxi nằm trực tiếp bên Mississippi Sound, với các hòn đảo hàng rào rải rác ngoài khơi bờ biển vào vịnh Mexico.
Căn cứ không quân Keesler nằm trong thành phố. 
Thành phố có độ cao trung bình 6,1 mét. Theo Cục Điều tra Dân số Hoa Kỳ, thành phố có tổng diện tích là 46,5 dặm vuông (120,5 km ²). 38,0 dặm vuông (98,5 km ²) của nó là đất và 8,5 dặm vuông (22,0 km ²) của nó là diện tích mặt nước, chiếm 18,27%.